# Temporada da ATP de 2025
A temporada da ATP de 2025 é o circuito masculino dos tenistas profissionais de elite para o ano em questão. A Associação de Tenistas Profissionais (ATP) organiza a maioria dos eventos – os ATP Masters 1000, os ATP 500, os ATP 250, o de fim de temporada (ATP Finals), o ATP Next Gen Finals e a United Cup, enquanto que a Federação Internacional de Tênis (ITF) tem os torneios do Grand Slam e a Copa Davis. A Laver Cup completa a lista.
Rússia e Bielorrússia, pelo quarto ano seguido, continuam impedidas de representar seus atletas – que jogam sob bandeira neutra –, devido à invasão da Ucrânia pela Rússia.

## Calendário

### Países
| Torneios | País(es)                                                                             | País(es)                                                                                           |
| -------- | ------------------------------------------------------------------------------------ | -------------------------------------------------------------------------------------------------- |
| 10       | Estados Unidos                                                                       | Estados Unidos                                                                                     |
| 6        | França                                                                               | França                                                                                             |
| 4        | Alemanha · Austrália                                                                 | China                                                                                              |
| 3        | Espanha · Grã-Bretanha                                                               | Itália · Suíça                                                                                     |
| 2        | Áustria · México                                                                     | Países Baixos · Suécia                                                                             |
| 1        | Arábia Saudita · Argentina · Bélgica · Brasil · Canadá · Catar · Cazaquistão · Chile | Croácia · Emirados Árabes Unidos · Hong Kong · Japão · Marrocos · Nova Zelândia · Roménia · Sérvia |

### Mês a mês

#### Legenda
Abaixo estão exemplos, com explicações usando o elemento dica de contexto. Basta passar o cursor sobre cada linha pontilhada para lê-las.
| Semana de                   | Torneio                                                                                        | Campeã(s)(o/ões)            | Vice-campeã(s)(o/ões)     | Resultado            |
| --------------------------- | ---------------------------------------------------------------------------------------------- | --------------------------- | ------------------------- | -------------------- |
| 16 de janeiro 23 de janeiro | Australian Open · Melbourne, Austrália · Grand Slam · A$ 12.176.550 – duro – 128S•96Q•64D•32DM | jogador(a) 1                | jogador(a) 2              | 7–61, 4–6, 7–6(10–6) |
| 16 de janeiro 23 de janeiro | Australian Open · Melbourne, Austrália · Grand Slam · A$ 12.176.550 – duro – 128S•96Q•64D•32DM | jogador(a) 3 · jogador(a) 4 | jogador(a) 5 jogador(a) 6 | 4–6, 6–4, [11–9]     |
| 16 de janeiro 23 de janeiro | Australian Open · Melbourne, Austrália · Grand Slam · A$ 12.176.550 – duro – 128S•96Q•64D•32DM | jogadora 7 jogador 8        | jogadora 9 jogador 10     | 6–2, 4–6, [10–3]     |

| Casos excepcionais | Premiação               | Grand Slam | Grand Slam | Grand Slam |
| Casos excepcionais | Premiação               | Variável   |            |            |
| Casos excepcionais | Número de participantes | QD         | E          |            |
| Casos excepcionais | Ordenação dos torneios  |            |            |            |

| Ícones | Clicável      |                                        |                                           |
| Ícones | Clicável      | edição do torneio                      |                                           |
| Ícones | Não-clicáveis |                                        | primeiro título conquistado na modalidade |
| Ícones | Não-clicáveis | o(a) jogador(a)/país defendeu o título |                                           |

#### Janeiro
| Semana de                   | Torneio | Campeã(s)(o/ões) | Vice-campeã(s)(o/ões) | Resultado                               |
| --------------------------- | --- | --- | --- | --------------------------------------- |
| 30 de dezembro              | Brisbane International Brisbane, Austrália ATP 250 US$ 766.290 – duro – 32S•24Q•16D | Jiří Lehečka | Reilly Opelka | 4–1, ab.                                |
| 30 de dezembro              | Brisbane International Brisbane, Austrália ATP 250 US$ 766.290 – duro – 32S•24Q•16D | Julian Cash · Lloyd Glasspool | Jiří Lehečka Jakub Menšík | 6–3, 26–7, [10–6]                       |
| 30 de dezembro              | Bank of China Hong Kong Tennis Open · Hong Kong · ATP 250 · US$ 766.290 – duro – 28S•16Q•16D | Alexandre Müller | Kei Nishikori | 2–6, 6–1, 6–3                           |
| 30 de dezembro              | Bank of China Hong Kong Tennis Open · Hong Kong · ATP 250 · US$ 766.290 – duro – 28S•16Q•16D | Sander Arends Luke Johnson | Karen Khachanov Andrey Rublev | 7–5, 4–6, [10–7]                        |
| 30 de dezembro              | United Cup Perth, Austrália Sydney, Austrália Competição de curta duração entre países – mista US$ 11.170.000 – duro – 18E | Estados Unidos · Danielle Collins · Taylor Fritz · Robert Galloway · Coco Gauff · Desirae Krawczyk · Denis Kudla                             | Chéquia · Marek Gengel · Gabriela Knutson · Tomáš Macháč · Karolína Muchová · Patrik Rikl · Vendula Valdmannová                                | 2–0                                     |
| 6 de janeiro                | Adelaide International Adelaide, Austrália ATP 250 US$ 766.290 – duro – 28S•16Q•24D | Félix Auger-Aliassime | Sebastian Korda | 6–3, 3–6, 6–1                           |
| 6 de janeiro                | Adelaide International Adelaide, Austrália ATP 250 US$ 766.290 – duro – 28S•16Q•24D | Simone Bolelli Andrea Vavassori | Kevin Krawietz Tim Pütz | 4–6, 7–64, [11–9]                       |
| 6 de janeiro                | ASB Classic Auckland, Nova Zelândia ATP 250 US$ 766.290 – duro – 28S•16Q•16D | Gaël Monfils | Zizou Bergs | 6–3, 6–4                                |
| 6 de janeiro                | ASB Classic Auckland, Nova Zelândia ATP 250 US$ 766.290 – duro – 28S•16Q•16D | Nikola Mektić · Michael Venus | Christian Harrison Rajeev Ram | w.o.                                    |
| 13 de janeiro 20 de janeiro | Australian Open Melbourne, Austrália Grand Slam A$ 43.608.375 – duro – 128S•128Q•64D•32DM | Jannik Sinner | Alexander Zverev | 6–3, 7–64, 6–3                          |
| 13 de janeiro 20 de janeiro | Australian Open Melbourne, Austrália Grand Slam A$ 43.608.375 – duro – 128S•128Q•64D•32DM | Harri Heliövaara Henry Patten | Simone Bolelli Andrea Vavassori | 166–7, 7–65, 6–3                        |
| 13 de janeiro 20 de janeiro | Australian Open Melbourne, Austrália Grand Slam A$ 43.608.375 – duro – 128S•128Q•64D•32DM | Olivia Gadecki John Peers | Kimberly Birrell John-Patrick Smith | 3–6, 6–4, [10–6]                        |
| 27 de janeiro               | Open Occitanie Montpellier, França ATP 250 € 673.360 – duro (coberto) – 28S•16Q•16D | Félix Auger-Aliassime | Aleksandar Kovacevic | 6–2, 76–7, 7–62                         |
| 27 de janeiro               | Open Occitanie Montpellier, França ATP 250 € 673.360 – duro (coberto) – 28S•16Q•16D | Robin Haase Botic van de Zandschulp | Tallon Griekspoor Bart Stevens | 76–7, 6–3, [10–5]                       |
| 27 de janeiro               | Copa Davis: primeira fase do qualificatório Fjellhamar, Noruega – duro Estocolmo, Suécia – duro (coberto) Hasselt, Bélgica – duro (coberto) Montreal, Canadá – duro (coberto) Schwechat, Áustria – saibro (coberto) Vilnius, Lituânia – duro (coberto) Miki, Japão – duro (coberto) Taipé, Taiwan – duro (coberto) Ostrava, Chéquia – duro (coberto) Copenhague, Dinamarca – duro (coberto) Bienna, Suíça – duro (coberto) Osijek, Croácia – duro (coberto) Orléans, França – duro (coberto) Competição de longa duração entre países | · Argentina · Austrália · Bélgica · Hungria · Áustria · Alemanha · Japão · Estados Unidos · Chéquia · Dinamarca · Espanha · Croácia · França | · Noruega · Suécia · Chile · Canadá · Finlândia · Israel · Grã-Bretanha · Taipé Chinesa · Coreia do Sul · Sérvia · Suíça · Eslováquia · Brasil | 3–2 3–1 3–2 4–0 3–1 3–2 4–0 3–2 3–1 4–0 |

#### Fevereiro
| Semana de       | Torneio | Campeão(s)                                     | Vice-campeão(s)                | Resultado          |
| --------------- | --- | ---------------------------------------------- | ------------------------------ | ------------------ |
| 3 de fevereiro  | Dallas Open Dallas, Estados Unidos ATP 500 US$ 3.035.960 – duro (coberto) – 32S•16Q•16D•4QD                       | Denis Shapovalov                               | Casper Ruud                    | 7–65, 6–3          |
| 3 de fevereiro  | Dallas Open Dallas, Estados Unidos ATP 500 US$ 3.035.960 – duro (coberto) – 32S•16Q•16D•4QD                       | Christian Harrison · Evan King                 | Ariel Behar Robert Galloway    | 7–64, 7–64         |
| 3 de fevereiro  | ABN AMRO Open Roterdã, Países Baixos ATP 500 € 2.563.150 – duro (coberto) – 32S•16Q•16D•4QD                       | Carlos Alcaraz                                 | Alex de Minaur                 | 6–4, 3–6, 6–2      |
| 3 de fevereiro  | ABN AMRO Open Roterdã, Países Baixos ATP 500 € 2.563.150 – duro (coberto) – 32S•16Q•16D•4QD                       | Simone Bolelli Andrea Vavassori                | Sander Gillé Jan Zieliński     | 6–2, 4–6, [10–6]   |
| 10 de fevereiro | IEB+ Argentina Open Buenos Aires, Argentina ATP 250 US$ 688.985 – saibro – 28S•16Q•16D                            | João Fonseca                                   | Francisco Cerúndolo            | 6–4, 7–61          |
| 10 de fevereiro | IEB+ Argentina Open Buenos Aires, Argentina ATP 250 US$ 688.985 – saibro – 28S•16Q•16D                            | Guido Andreozzi · Théo Arribagé                | Rafael Matos Marcelo Melo      | 7–5, 4–6, [10–7]   |
| 10 de fevereiro | Delray Beach Open Delray Beach, Estados Unidos ATP 250 US$ 766.290 – duro – 28S•16Q•16D                           | Miomir Kecmanović                              | Alejandro Davidovich Fokina    | 3–6, 6–1, 7–5      |
| 10 de fevereiro | Delray Beach Open Delray Beach, Estados Unidos ATP 250 US$ 766.290 – duro – 28S•16Q•16D                           | Miomir Kecmanović · Brandon Nakashima          | Christian Harrison Evan King   | 7–63, 1–6, [10–3]  |
| 10 de fevereiro | Open 13 Provence Marselha, França ATP 250 € 767.545 – duro (coberto) – 28S•16Q•16D                                | Ugo Humbert                                    | Hamad Medjedovic               | 7–64, 6–4          |
| 10 de fevereiro | Open 13 Provence Marselha, França ATP 250 € 767.545 – duro (coberto) – 28S•16Q•16D                                | Benjamin Bonzi · Pierre-Hugues Herbert         | Sander Gillé Jan Zieliński     | 6–3, 6–4           |
| 17 de fevereiro | Qatar ExxonMobil Open Doha, Catar ATP 500 US$ 3.035.960 – duro – 32S•16Q•16D•4QD                                  | Andrey Rublev                                  | Jack Draper                    | 7–5, 5–7, 6–1      |
| 17 de fevereiro | Qatar ExxonMobil Open Doha, Catar ATP 500 US$ 3.035.960 – duro – 32S•16Q•16D•4QD                                  | Julian Cash Lloyd Glasspool                    | Joe Salisbury Neal Skupski     | 6–3, 6–2           |
| 17 de fevereiro | Rio Open Rio de Janeiro, Brasil ATP 500 US$ 2.574.145 – saibro – 32S•16Q•16D•4QD                                  | Sebastián Báez                                 | Alexandre Müller               | 6–2, 6–3           |
| 17 de fevereiro | Rio Open Rio de Janeiro, Brasil ATP 500 US$ 2.574.145 – saibro – 32S•16Q•16D•4QD                                  | Rafael Matos · Marcelo Melo                    | Pedro Martínez Jaume Munar     | 6–2, 7–5           |
| 24 de fevereiro | Abierto Mexicano Telcel Acapulco, México ATP 500 US$ 2.763.440 – duro – 32S•16Q•16D•4QD                           | Tomáš Macháč                                   | Alejandro Davidovich Fokina    | 7–66, 6–2          |
| 24 de fevereiro | Abierto Mexicano Telcel Acapulco, México ATP 500 US$ 2.763.440 – duro – 32S•16Q•16D•4QD                           | Christian Harrison Evan King                   | Sadio Doumbia Fabien Reboul    | 6–4, 6–0           |
| 24 de fevereiro | Dubai Duty Free Tennis Championships Dubai, Emirados Árabes Unidos ATP 500 US$ 3.415.700 – duro – 32S•16Q•16D•4QD | Stefanos Tsitsipas                             | Félix Auger-Aliassime          | 6–3, 6–3           |
| 24 de fevereiro | Dubai Duty Free Tennis Championships Dubai, Emirados Árabes Unidos ATP 500 US$ 3.415.700 – duro – 32S•16Q•16D•4QD | Yuki Bhambri · Alexei Popyrin                  | Harri Heliövaara Henry Patten  | 3–6, 7–612, [10–8] |
| 24 de fevereiro | Movistar Chile Open Santiago, Chile ATP 250 US$ 710.735 – saibro – 28S•16Q•16D                                    | Laslo Djere                                    | Sebastián Báez                 | 6–4, 3–6, 7–5      |
| 24 de fevereiro | Movistar Chile Open Santiago, Chile ATP 250 US$ 710.735 – saibro – 28S•16Q•16D                                    | Nicolás Barrientos Rithvik Choudary Bollipalli | Máximo González Andrés Molteni | 6–3, 6–2           |

#### Março
| Semana de               | Torneio | Campeão(s)                 | Vice-campeão(s)                 | Resultado |
| ----------------------- | --- | -------------------------- | ------------------------------- | --------- |
| 3 de março 10 de março  | BNP Paribas Open Indian Wells, Estados Unidos ATP Masters 1000 US$ 13.042.410 – duro – 96S•48Q•32D                        | Jack Draper                | Holger Rune                     | 6–2, 6–2  |
| 3 de março 10 de março  | BNP Paribas Open Indian Wells, Estados Unidos ATP Masters 1000 US$ 13.042.410 – duro – 96S•48Q•32D                        | Marcelo Arévalo Mate Pavić | Sebastian Korda Jordan Thompson | 6–3, 6–4  |
| 17 de março 24 de março | Miami Open Miami, Estados Unidos ATP Masters 1000 US$ 9.193.540 – duro – 96S•48Q•32D                                      | 🇨🇿 J. Mensik               | 🇷🇸 Novak Djokovic               |           |
| 17 de março 24 de março | Miami Open Miami, Estados Unidos ATP Masters 1000 US$ 9.193.540 – duro – 96S•48Q•32D                                      |                            |                                 |           |
| 31 de março             | Țiriac Open Bucareste, Romênia ATP 250 € – saibro – 28S•16Q•16D                                                           | 🇮🇹 Flavio Cobolli          | 🇦🇷 S. Baez                      |           |
| 31 de março             | Țiriac Open Bucareste, Romênia ATP 250 € – saibro – 28S•16Q•16D                                                           |                            |                                 |           |
| 31 de março             | Fayez Saforim & Co. U.S. Men's Clay Court Championship Houston, Estados Unidos ATP 250 US$ 766.290 – saibro – 28S•16Q•16D | 🇺🇸 J. Brooksby             | 🇺🇸 F. Tiafoe                    |           |
| 31 de março             | Fayez Saforim & Co. U.S. Men's Clay Court Championship Houston, Estados Unidos ATP 250 US$ 766.290 – saibro – 28S•16Q•16D |                            |                                 |           |
| 31 de março             | Grand Prix Hassan II Marraquexe, Marrocos ATP 250 € 766.290 – saibro – 28S•16Q•16D                                        | 🇮🇹 L. Darderi              | 🇳🇱 T. Griekspoor                |           |
| 31 de março             | Grand Prix Hassan II Marraquexe, Marrocos ATP 250 € 766.290 – saibro – 28S•16Q•16D                                        |                            |                                 |           |

#### Abril
| Semana de               | Torneio                                                                                           | Campeão(s)     | Vice-campeão(s) | Resultado |
| ----------------------- | ------------------------------------------------------------------------------------------------- | -------------- | --------------- | --------- |
| 7 de abril              | Rolex Monte-Carlo Masters Roquebrune-Cap-Martin, França ATP Masters 1000 € – saibro – 56S•28Q•28D | 🇪🇸 C. Alcaraz  | 🇮🇹 L. Musetti   |           |
| 7 de abril              | Rolex Monte-Carlo Masters Roquebrune-Cap-Martin, França ATP Masters 1000 € – saibro – 56S•28Q•28D |                |                 |           |
| 14 de abril             | Barcelona Open Banc Sabadell Barcelona, Espanha ATP 500 € – saibro – 48S•24Q•16D•4QD              | 🇩🇰 H. Rune     | 🇪🇸 C. Alcaraz   |           |
| 14 de abril             | Barcelona Open Banc Sabadell Barcelona, Espanha ATP 500 € – saibro – 48S•24Q•16D•4QD              |                |                 |           |
| 14 de abril             | BMW Open Munique, Alemanha ATP 500 € – saibro – 32S•16Q•16D•4QD                                   | 🇩🇪 A. Zverev   | 🇺🇸 B. Shelton   |           |
| 14 de abril             | BMW Open Munique, Alemanha ATP 500 € – saibro – 32S•16Q•16D•4QD                                   |                |                 |           |
| 21 de abril 28 de abril | Mutua Madrid Open Madri, Espanha ATP Masters 1000 € – saibro – 96S•48Q•32D                        | 🇳🇴 Casper Ruud | 🇬🇧 Jack Draper  |           |
| 21 de abril 28 de abril | Mutua Madrid Open Madri, Espanha ATP Masters 1000 € – saibro – 96S•48Q•32D                        |                |                 |           |

#### Maio
| Semana de             | Torneio                                                                            | Campeã(s)(o/ões) | Vice-campeã(s)(o/ões) | Resultado |
| --------------------- | ---------------------------------------------------------------------------------- | ---------------- | --------------------- | --------- |
| 5 de maio 12 de maio  | Internazionali BNL d'Italia Roma, Itália ATP Masters 1000 € – saibro – 96S•48Q•32D | 🇪🇸C. Alcaraz     | 🇮🇹J. Sinner           |           |
| 5 de maio 12 de maio  | Internazionali BNL d'Italia Roma, Itália ATP Masters 1000 € – saibro – 96S•48Q•32D |                  |                       |           |
| 19 de maio            | Hamburg Open Hamburgo, Alemanha ATP 500 € – saibro – 32S•16Q•16D•4QD               | 🇮🇹F. Cobolli     | 🇷🇺A. Rublev           |           |
| 19 de maio            | Hamburg Open Hamburgo, Alemanha ATP 500 € – saibro – 32S•16Q•16D•4QD               |                  |                       |           |
| 19 de maio            | Gonet Geneva Open Genebra, Suíça ATP 250 € – saibro – 28S•16Q•16D                  | 🇷🇸N. Djokovic    | 🇵🇱H. Hurkacz          |           |
| 19 de maio            | Gonet Geneva Open Genebra, Suíça ATP 250 € – saibro – 28S•16Q•16D                  |                  |                       |           |
| 26 de maio 2 de junho | Torneio de Roland Garros Paris, França Grand Slam € – saibro – 128S•128Q•64D•16DM  | 🇪🇸C. Alcaraz     | 🇮🇹J. Sinner           |           |
| 26 de maio 2 de junho | Torneio de Roland Garros Paris, França Grand Slam € – saibro – 128S•128Q•64D•16DM  |                  |                       |           |
| 26 de maio 2 de junho | Torneio de Roland Garros Paris, França Grand Slam € – saibro – 128S•128Q•64D•16DM  |                  |                       |           |

#### Junho
| Semana de              | Torneio                                                                                   | Campeão(s)       | Vice-campeão(s) | Resultado |
| ---------------------- | ----------------------------------------------------------------------------------------- | ---------------- | --------------- | --------- |
| 9 de junho             | Libéma Open 's-Hertogenbosch, Países Baixos ATP 250 € – grama – 28S•16Q•16D               | 🇨🇦 G. Diallo     | 🇧🇪 Z. Bergs     |           |
| 9 de junho             | Libéma Open 's-Hertogenbosch, Países Baixos ATP 250 € – grama – 28S•16Q•16D               |                  |                 |           |
| 9 de junho             | Boss Open Stuttgart, Alemanha ATP 250 € – grama – 28S•16Q•16D                             | 🇺🇸 T. Fritz      | 🇩🇪 A. Zverev    |           |
| 9 de junho             | Boss Open Stuttgart, Alemanha ATP 250 € – grama – 28S•16Q•16D                             |                  |                 |           |
| 16 de junho            | Terra Wortmann Open Halle, Alemanha ATP 500 € – grama – 32S•16Q•16D•4QD                   | 🇰🇿 A. Bublik     | D. Medvedev     |           |
| 16 de junho            | Terra Wortmann Open Halle, Alemanha ATP 500 € – grama – 32S•16Q•16D•4QD                   |                  |                 |           |
| 16 de junho            | HSBC Championships Londres, Reino Unido ATP 500 € – grama – 32S•16Q•16D•4QD               | 🇪🇸 C. Alcaraz    | 🇨🇿 J. Lehecka   |           |
| 16 de junho            | HSBC Championships Londres, Reino Unido ATP 500 € – grama – 32S•16Q•16D•4QD               |                  |                 |           |
| 23 de junho            | Rothesay International Eastbourne Eastbourne, Reino Unido ATP 250 € – grama – 28S•16Q•16D | 🇺🇸 T. Fritz      | 🇺🇸 J. Brooksby  |           |
| 23 de junho            | Rothesay International Eastbourne Eastbourne, Reino Unido ATP 250 € – grama – 28S•16Q•16D |                  |                 |           |
| 23 de junho            | Mallorca Championships Maiorca, Espanha ATP 250 € – grama – 28S•16Q•16D                   | 🇳🇱 T. Griekspoor | 🇫🇷 C. Moutet    |           |
| 23 de junho            | Mallorca Championships Maiorca, Espanha ATP 250 € – grama – 28S•16Q•16D                   |                  |                 |           |
| 30 de junho 7 de julho | Torneio de Wimbledon Londres, Reino Unido Grand Slam £ – grama – 128S•128Q•64D•48DM       | 🇮🇹 J. Sinner     | 🇪🇸 C. Alcaraz   |           |
| 30 de junho 7 de julho | Torneio de Wimbledon Londres, Reino Unido Grand Slam £ – grama – 128S•128Q•64D•48DM       |                  |                 |           |
| 30 de junho 7 de julho | Torneio de Wimbledon Londres, Reino Unido Grand Slam £ – grama – 128S•128Q•64D•48DM       |                  |                 |           |

#### Julho
| Semana de               | Torneio                                                                               | Campeã(s)(o/ões) | Vice-campeã(s)(o/ões) | Resultado |
| ----------------------- | ------------------------------------------------------------------------------------- | ---------------- | --------------------- | --------- |
| 14 de julho             | Nordea Open Båstad, Suécia ATP 250 € – saibro – 28S•16Q•16D                           | 🇮🇹 L. Darderi    | 🇳🇱 J. De Jong         |           |
| 14 de julho             | Nordea Open Båstad, Suécia ATP 250 € – saibro – 28S•16Q•16D                           |                  |                       |           |
| 14 de julho             | EFG Swiss Open Gstaad Gstaad, Suíça ATP 250 € – saibro – 28S•16Q•16D                  | 🇰🇿 A. Bublik     | 🇦🇷 J. M. Cerúndulo    |           |
| 14 de julho             | EFG Swiss Open Gstaad Gstaad, Suíça ATP 250 € – saibro – 28S•16Q•16D                  |                  |                       |           |
| 14 de julho             | Mifel Tennis Open San José del Cabo, México ATP 250 US$ 766.290 – duro – 28S•16Q•16D  | 🇨🇦 D. Shapovalov | 🇺🇸 A. Kovacevic       |           |
| 14 de julho             | Mifel Tennis Open San José del Cabo, México ATP 250 US$ 766.290 – duro – 28S•16Q•16D  |                  |                       |           |
| 21 de julho             | Mubadala Citi DC Open Washington, Estados Unidos ATP 500 US$ – duro – 48S•24Q•16D•4QD | 🇦🇺 A. De Minaur  | 🇪🇸 A. D. Fokina       |           |
| 21 de julho             | Mubadala Citi DC Open Washington, Estados Unidos ATP 500 US$ – duro – 48S•24Q•16D•4QD |                  |                       |           |
| 21 de julho             | Generali Open Kitzbühel, Áustria ATP 250 € – saibro – 28S•16Q•16D                     | 🇰🇿 A. Bublik     | 🇫🇷 A. Cazaux          |           |
| 21 de julho             | Generali Open Kitzbühel, Áustria ATP 250 € – saibro – 28S•16Q•16D                     |                  |                       |           |
| 21 de julho             | Plava Laguna Croatia Open Umag Umago, Croácia ATP 250 € – saibro – 28S•16Q•16D        | 🇮🇹 L. Darderi    | 🇪🇸 C. Taberner        |           |
| 21 de julho             | Plava Laguna Croatia Open Umag Umago, Croácia ATP 250 € – saibro – 28S•16Q•16D        |                  |                       |           |
| 28 de julho 4 de agosto | National Bank Open Toronto, Canadá ATP Masters 1000 US$ – duro – 96S•48Q•32D          | 🇺🇸 B. Shelton    | 🇷🇺 K. Khashanov       |           |
| 28 de julho 4 de agosto | National Bank Open Toronto, Canadá ATP Masters 1000 US$ – duro – 96S•48Q•32D          |                  |                       |           |

#### Agosto
| Semana de                   | Torneio                                                                                   | Campeã(s)(o/ões) | Vice-campeã(s)(o/ões) | Resultado |
| --------------------------- | ----------------------------------------------------------------------------------------- | ---------------- | --------------------- | --------- |
| 4 de agosto 11 de agosto    | Cincinnati Open Cincinnati, Estados Unidos ATP Masters 1000 US$ – duro – 96S•48Q•32D      |                  |                       |           |
| 4 de agosto 11 de agosto    | Cincinnati Open Cincinnati, Estados Unidos ATP Masters 1000 US$ – duro – 96S•48Q•32D      |                  |                       |           |
| 18 de agosto                | Winston-Salem Open Winston-Salem, Estados Unidos ATP 250 US$ 766.290 – duro – 48S•16Q•16D |                  |                       |           |
| 18 de agosto                | Winston-Salem Open Winston-Salem, Estados Unidos ATP 250 US$ 766.290 – duro – 48S•16Q•16D |                  |                       |           |
| 25 de agosto 1º de setembro | US Open Nova York, Estados Unidos Grand Slam US$ – duro – 128S•128D•64D•32DM              |                  |                       |           |
| 25 de agosto 1º de setembro | US Open Nova York, Estados Unidos Grand Slam US$ – duro – 128S•128D•64D•32DM              |                  |                       |           |
| 25 de agosto 1º de setembro | US Open Nova York, Estados Unidos Grand Slam US$ – duro – 128S•128D•64D•32DM              |                  |                       |           |

#### Setembro
| Semana de                   | Torneio                                                                                            | Campeão(s) | Vice-campeão(s) | Resultado |
| --------------------------- | -------------------------------------------------------------------------------------------------- | ---------- | --------------- | --------- |
| 8 de setembro               | Copa Davis: segunda fase do qualificatório Competição de longa duração entre países                |            |                 |           |
| 15 de setembro              | Chengdu Open Chengdu, China ATP 250 US$ 766.290 – duro – 28S•16Q•16D                               |            |                 |           |
| 15 de setembro              | Chengdu Open Chengdu, China ATP 250 US$ 766.290 – duro – 28S•16Q•16D                               |            |                 |           |
| 15 de setembro              | Hangzhou Open Hangzhou, China ATP 250 US$ 766.290 – duro – 28S•16Q•16D                             |            |                 |           |
| 15 de setembro              | |            |                 |           |
| 15 de setembro              | Laver Cup São Francisco, Estados Unidos Competição intercontinental – exibição duro (coberto) – 2E |            |                 |           |
| 22 de setembro              | China Open Pequim, China ATP 500 US$ – duro – 32S•16Q•16D•4QD                                      |            |                 |           |
| 22 de setembro              | China Open Pequim, China ATP 500 US$ – duro – 32S•16Q•16D•4QD                                      |            |                 |           |
| 22 de setembro              | Kinoshita Group Japan Open Tennis Championships Tóquio, Japão ATP 500 US$ – duro – 32S•16Q•16D•4QD |            |                 |           |
| 22 de setembro              | |            |                 |           |
| 29 de setembro 6 de outubro | Rolex Shanghai Masters Xangai, China ATP Masters 1000 US$ – duro – 96S•48Q•32D                     |            |                 |           |
| 29 de setembro 6 de outubro | Rolex Shanghai Masters Xangai, China ATP Masters 1000 US$ – duro – 96S•48Q•32D                     |            |                 |           |

#### Outubro
| Semana de     | Torneio                                                                             | Campeão(s) | Vice-campeão(s) | Resultado |
| ------------- | ----------------------------------------------------------------------------------- | ---------- | --------------- | --------- |
| 13 de outubro | Almaty Open Almaty, Cazaquistão ATP 250 US$ 766.290 – duro (coberto) – 28S•16Q•16D  |            |                 |           |
| 13 de outubro | Almaty Open Almaty, Cazaquistão ATP 250 US$ 766.290 – duro (coberto) – 28S•16Q•16D  |            |                 |           |
| 13 de outubro | European Open Bruxelas, Bélgica ATP 250 € – duro (coberto) – 28S•16Q•16D            |            |                 |           |
| 13 de outubro |                                                                                     |            |                 |           |
| 13 de outubro | BNP Paribas Nordic Open Estocolmo, Suécia ATP 250 € – duro (coberto) – 28S•16Q•16D  |            |                 |           |
| 13 de outubro |                                                                                     |            |                 |           |
| 20 de outubro | Swiss Indoors Basileia, Suíça ATP 500 € – duro (coberto) – 32S•16Q•16D•4QD          |            |                 |           |
| 20 de outubro | Swiss Indoors Basileia, Suíça ATP 500 € – duro (coberto) – 32S•16Q•16D•4QD          |            |                 |           |
| 20 de outubro | Erste Bank Open Viena, Áustria ATP 500 € – duro (coberto) – 32S•16Q•16D•4QD         |            |                 |           |
| 20 de outubro |                                                                                     |            |                 |           |
| 27 de outubro | Rolex Paris Masters Paris, França ATP Masters 1000 € – duro (coberto) – 56S•28Q•24D |            |                 |           |
| 27 de outubro | Rolex Paris Masters Paris, França ATP Masters 1000 € – duro (coberto) – 56S•28Q•24D |            |                 |           |

#### Novembro
| Semana de      | Torneio                                                                                         | Campeão(s)               | Vice-campeão(s)          | Resultado                |
| -------------- | ----------------------------------------------------------------------------------------------- | ------------------------ | ------------------------ | ------------------------ |
| 3 de novembro  | Belgrade Open Belgrado, Sérvia ATP 250 € – duro (coberto) – 28S•16Q•16D                         |                          |                          |                          |
| 3 de novembro  | Belgrade Open Belgrado, Sérvia ATP 250 € – duro (coberto) – 28S•16Q•16D                         |                          |                          |                          |
| 3 de novembro  | Moselle Open Metz, França ATP 250 € – duro (coberto) – 28S•16Q•16D                              |                          |                          |                          |
| 3 de novembro  |                                                                                                 |                          |                          |                          |
| 10 de novembro | Nitto ATP Finals Turim, Itália Torneio de fim de temporada US$ – duro (coberto) – 8S•8D         |                          |                          |                          |
| 10 de novembro | Nitto ATP Finals Turim, Itália Torneio de fim de temporada US$ – duro (coberto) – 8S•8D         |                          |                          |                          |
| 17 de novembro | Copa Davis: Finais Bolonha, Itália – duro (coberto) Competição de longa duração entre países 8E |                          |                          |                          |
| 24 de novembro | sem torneios programados                                                                        | sem torneios programados | sem torneios programados | sem torneios programados |

#### Dezembro
| Semana de      | Torneio | Campeão(s) | Vice-campeão(s) | Resultado |
| -------------- | --- | ---------- | --------------- | --------- |
| 15 de dezembro | Next Gen ATP Finals Jidá, Arábia Saudita Competição entre jovens promessas - exibição US$ – duro (coberto) – 8S |            |                 |           |

## Distribuição de pontos
A distribuição de pontos para a temporada de 2025 foi definida:
| Categoria                 | T          | F                                           | SF                                          | QF                                          | R16                                         | R32                                         | R64                                         | R128                                        | Q                                           | Q3                                          | Q2                                          | Q1                                          |
| ------------------------- | ---------- | ------------------------------------------- | ------------------------------------------- | ------------------------------------------- | ------------------------------------------- | ------------------------------------------- | ------------------------------------------- | ------------------------------------------- | ------------------------------------------- | ------------------------------------------- | ------------------------------------------- | ------------------------------------------- |
| Grand Slam (S)            | 2000       | 1300                                        | 800                                         | 400                                         | 200                                         | 100                                         | 50                                          | 10                                          | 30                                          | 16                                          | 8                                           | 0                                           |
| Grand Slam (D)            | 2000       | 1200                                        | 720                                         | 360                                         | 180                                         | 90                                          | –                                           | –                                           | –                                           | –                                           | –                                           | –                                           |
| ATP Finals (S/D)          | 900+FG     | 400+FG                                      | FG                                          | Fase de grupos (FG): 200 por vitória        | Fase de grupos (FG): 200 por vitória        | Fase de grupos (FG): 200 por vitória        | Fase de grupos (FG): 200 por vitória        | Fase de grupos (FG): 200 por vitória        | Fase de grupos (FG): 200 por vitória        | Fase de grupos (FG): 200 por vitória        | Fase de grupos (FG): 200 por vitória        | Fase de grupos (FG): 200 por vitória        |
| ATP Masters 1000 (96S)    | 1000       | 650                                         | 400                                         | 200                                         | 100                                         | 50                                          | 30                                          | 10                                          | 20                                          | –                                           | 10                                          | 0                                           |
| ATP Masters 1000 (56/48S) | 1000       | 650                                         | 400                                         | 200                                         | 100                                         | 50                                          | 10                                          | –                                           | 30                                          | –                                           | 16                                          | 0                                           |
| ATP Masters 1000 (D)      | 1000       | 600                                         | 360                                         | 180                                         | 90                                          | 0                                           | –                                           | –                                           | –                                           | –                                           | –                                           | –                                           |
| ATP 500 (48S)             | 500        | 330                                         | 200                                         | 100                                         | 50                                          | 25                                          | 0                                           | –                                           | 16                                          | –                                           | 8                                           | 0                                           |
| ATP 500 (32S)             | 500        | 330                                         | 200                                         | 100                                         | 50                                          | 0                                           | –                                           | –                                           | 25                                          | –                                           | 13                                          | 0                                           |
| ATP 500 (16D)             | 500        | 300                                         | 180                                         | 90                                          | 0                                           | –                                           | –                                           | –                                           | 45                                          | –                                           | 25                                          | 0                                           |
| ATP 250 (48S)             | 250        | 165                                         | 100                                         | 50                                          | 25                                          | 13                                          | 0                                           | –                                           | 8                                           | –                                           | 4                                           | 0                                           |
| ATP 250 (32S)             | 250        | 165                                         | 100                                         | 50                                          | 25                                          | 0                                           | –                                           | –                                           | 13                                          | –                                           | 7                                           | 0                                           |
| ATP 250 (16D)             | 250        | 150                                         | 90                                          | 45                                          | 0                                           | –                                           | –                                           | –                                           | –                                           | –                                           | –                                           | –                                           |
| United Cup                | 500 (máx.) | Para mais detalhes, veja United Cup de 2025 | Para mais detalhes, veja United Cup de 2025 | Para mais detalhes, veja United Cup de 2025 | Para mais detalhes, veja United Cup de 2025 | Para mais detalhes, veja United Cup de 2025 | Para mais detalhes, veja United Cup de 2025 | Para mais detalhes, veja United Cup de 2025 | Para mais detalhes, veja United Cup de 2025 | Para mais detalhes, veja United Cup de 2025 | Para mais detalhes, veja United Cup de 2025 | Para mais detalhes, veja United Cup de 2025 |